# Eupeodes chengi
Eupeodes chengi är en tvåvingeart som beskrevs av He 1992. Eupeodes chengi ingår i släktet fältblomflugor, och familjen blomflugor. Inga underarter finns listade i Catalogue of Life.